# Dan McCarthy (Musiker)
Dan McCarthy (* 31. August 1980) ist ein kanadischer Musiker (Vibraphon, Komposition) des Modern Jazz.

## Leben und Wirken
Dan McCarthy studierte bei Don Thompson am Humber College in Toronto. 2006 legte er im Eigenverlag sein Debütalbum Interwords vor, an dem Myron Walden (Saxophon), Matt Wigton (Bass) und Greg Ritchie (Schlagzeug) mitgewirkt hatten. Er zog 2009 nach New York City, um dort seine Studien fortzusetzen und als Musiker zu arbeiten, u. a. mit Don Thompson, Pat LaBarbera, Ingrid Jensen, Robin Eubanks, Jeremy Steig und Terry Clarke. Mit Steve Swallow, Ben Monder und Mark Feldman nahm er um 2018 sein zweites Album Epoch auf, das bei Origin Records erschien.
Über Dan McCarthys drittes Album City Abstract (2019) schrieb Nigel Jarrett im Jazz Journal, bei McCarthys Multi-Mallet-Ansatz werde das Vibraphon weniger perkussiv als harmonisch eingesetzt. Auf dem Album sieht der Autor Bezüge auf Gary-Burton-Klassiker wie Dreams So Real (1975) und Passengers (1977); außerdem erkennt er den Einfluss von Carla Bley.

## Diskographische Hinweise
- Epoch (Origin)
- City Abstract (Origin, 2019), mit Ted Quinlan, Pat Collins, Ted Warren
- The Toronto Quartet EP (2020), mit Ted Quinlan, Pat Collins, Terry Clarke
- Mejis (2020), mit Randy Ingram, Michael Bates, Jeff Davis
- A Place Where We Once Lived (2021), mit Thomas Morgan, Rudy Royston